# Dłużka
Dłużka es un pueblo de Polonia, en Mazovia.  Se encuentra en el distrito (Gmina) de Mińsk Mazowiecki, perteneciente al condado (Powiat) de Mińsk. Se encuentra aproximadamente a 4 km al norte de Mińsk Mazowiecki, y a 40 km  al este de Varsovia.
Entre 1975 y 1998 perteneció al voivodato de Siedlce.